# I piccoli fuochi
I piccoli fuochi è un romanzo della scrittrice italoamericana Ben Pastor, il decimo nel ciclo dedicato al personaggio ricorrente di Martin Bora, ufficiale dell'esercito tedesco durante la seconda guerra mondiale.
In qualità di collaboratore dell’Abwehr Martin Bora, capitano della Wehrmacht, raggiunge la Francia occupata per rintracciare e controllare l’eroe e famoso scrittore Ernst Jünger. All’incarico ufficiale finiscono però per affiancarsi altre incombenze, tra le quali la difficile indagine su di un omicidio.
 La storia del romanzo mescola personaggi storici realmente esistiti con personaggi frutto dell’immaginazione dell’autrice.

## Titolo
Il titolo del romanzo riprende l’affermazione di uno dei personaggi (Manfred Jacobi) all’interno del Capitolo VIII: 

## Incipit
There was no one waiting for him at the station. Not that Bora expected a welcome committee; he was perfectly capable of reaching Abwehr headquarters on Boulevard Raspail without local support. Depending on the availability of taxi cabs outside, he’d either hire one or use the fourth metro line to the Left Bank. Along the tracks, the air carried an odor of northern city which was Berlin’s odor as well (metal, grease, fuel); except that in Berlin one sensed now and then an unnerving whiff of wet plaster and charred beams, from the ruins of Sunday night’s raid.

Berlin was colder, he thought as he waited for the porter to retrieve his army trunk.»
Non c’era nessuno ad aspettarlo alla stazione. Non che Bora prevedesse un benvenuto, era perfettamente capace di raggiungere da solo il quartier generale dell’Abwehr su boulevard Raspail. A seconda che trovasse o meno un taxi, se ne sarebbe servito o avrebbe preso la quarta linea della metro verso la Rive Gauche. L’aria presso i binari aveva l’odore di una città del nord (metallo, cemento, carburante), come Berlino, ma a Berlino arrivava di tanto in tanto anche il tanfo di intonaco bagnato e travi bruciate, dalle rovine del bombardamento di domenica notte.

A Berlino era più freddo, si disse aspettando che scaricassero il baule militare.»
(traduzione di Luigi Sanvito)

## Trama
Francia occupata, autunno del 1940. Il giovane capitano Martin Bora arriva a Parigi proveniente da Berlino: i Servizi segreti lo hanno incaricato di rintracciare e controllare il famoso capitano Ernst Jünger, allontanatosi dal proprio reggimento senza motivi apparenti e senza alcun preavviso.
All’incarico ufficiale Bora è però costretto ad affiancare altre incombenze: per ordine del generale Blaskowitz, attuale governatore militare della Francia del Nord, deve portare avanti la scottante indagine sui crimini di guerra commessi dalle SS: indagine iniziata da tempo, ovviamente in segreto. Inoltre, dietro sollecitazione dell’Ammiraglio Canaris Bora viene coinvolto nell’indagine su di un omicidio “eccellente”. 
Pochi giorni prima del suo arrivo, nei dintorni di Landerneau, in Bretagna, è stato rinvenuto il corpo di Marie Goumelen, moglie di un alto ufficiale della Marina. La donna è stata massacrata di botte e annegata, ma forse il luogo del ritrovamento non coincide con l’effettivo luogo del delitto. Ci sono inoltre numerose complicazioni legate al possibile movente del crimine: una rapina finita in violenza, dato che i gioielli di Marie sono scomparsi; oppure motivazioni economiche originate dalla ricca eredità che la donna lascia dietro di sé; o ancora ragioni personali con radici nell’odio o in un ipotetico ricatto di cui la vittima poteva essere stata oggetto. Sullo sfondo si agitano persino le ombre dei movimenti indipendentisti bretoni.
 Lasciata momentaneamente Parigi, Bora trova alloggio in un rudere della campagna bretone, presso un ex sacerdote raccomandatogli dall’Abwehr. Da lì si muoverà per cercare di portare a termine tutte le sue missioni, e in gran parte vi riuscirà.
 Il contatto con Jünger viene stabilito senza difficoltà, e il capitano finisce addirittura per affiancare Bora nel corso della sua indagine per omicidio; la ricerca delle prove richieste dal generale Blaskowitz fa grandi passi avanti, peggiorando però i già tesi rapporti di Bora con le SS. Infine le tristi circostanze che hanno portato alla morte di Marie Goumelen vengono accertate, rivelandosi piuttosto diverse da ciò che era stato inizialmente ipotizzato. Il colpevole verrà processato e finirà sulla ghigliottina, ma per allora Bora avrà già da tempo lasciato la Francia.

## Epilogo
L’ultimo capitolo del romanzo racconta, attraverso brevi annotazioni, cosa accadrà nel futuro ai vari personaggi, reali e immaginari.

## Personaggi
- Martin Bora. Capitano della Wehrmacht e collaboratore dell’Abwehr. Sposato da poco, in questo romanzo è appena agli inizi della propria carriera militare. Intelligente, sensibile e capace, per il momento nutre ancora parecchie delle illusioni personali e professionali che in seguito sarà costretto ad abbandonare.

- Ernst Jünger. Capitano dell’esercito, eroe della prima guerra mondiale soprannominato Der Krieger (il Guerriero), famoso scrittore. Personaggio realmente esistito che l’autrice utilizza anche in forma romanzesca. In esergo ad alcuni capitoli del libro vengono inserite citazioni originali dalle sue opere.

- Arno Hansen-Jacobi. Commodoro della marina militare. Ha cinquantatré anni, è orgoglioso ed ambizioso. Probabilmente aveva sposato la moglie per la ricca dote di cui poteva disporre; nel corso dell’indagine sulla morte di lei si mostra tutt’altro che accomodante, e ben poco collaborativo.

- Manfred Hansen-Jacobi. Figlio di Arno, tenente della marina militare. Ha ventinove anni e sta seguendo le orme paterne con moderato entusiasmo. Nel passato, appena quattordicenne, aveva accidentalmente ferito la madre durante una battuta di caccia: con la donna intratteneva pessimi rapporti, per motivi soprattutto economici.

- Marie Goumelen. Moglie di Arno Jacobi, è lei la vittima dell’omicidio sul quale Bora si trova ad indagare. Cinquantenne di origine bretone, la donna apparteneva ad una ricca famiglia e sostanzialmente teneva i cordoni della borsa di casa Jacobi. La religiosità e l’apparente disponibilità a generose donazioni in favore della Chiesa potrebbero essere uno dei motivi della sua morte.

- Gildas Hervé. Ex sacerdote, spretato in seguito al tentato omicidio del suo vescovo.
 Anziano ed alcolizzato, dimostra però una grande lucidità mentale; forse è una persona ben diversa da come appare a prima vista. Con Bora instaura uno strano ma profondo rapporto umano.

- Catherine Le Polozec, detta Katen. Merlettaia e sarta, pacata, meticolosa, attenta ai piccoli particolari; vive a Sizun, ma ha un negozio a Landerneau. 
Suo figlio Drez Le Polozec (di padre ignoto) fa il marinaio e probabilmente ha contatti con gli indipendentisti bretoni.

- Nadine Lisieux, detta La Mome Chouette. Cantante di cabaret a Parigi, amante di Arno Jacobi. Non bella ma dotata di un ambiguo fascino, lascia in Bora – che la interroga a più riprese - profonde tracce di inquietudine.
Verso la fine della guerra fronteggerà e sconterà dolorosamente l’accusa di collaborazionismo.

- Moritz-Dietrich Schallenberg, detto Tilo. Colonnello delle SS, momentaneamente distaccato a Parigi con l’incarico di rintracciare e recuperare opere d’arte originariamente appartenute a proprietari tedeschi, cedute o disperse per vari motivi. Con Bora ha anche un legame di tipo personale, essendo il fidanzato (e in seguito il secondo marito) di sua suocera, la madre della moglie Dikta.

## Cronologia
Dopo il prologo, costituito da una lettera privata datata “Parigi, 24 ottobre 1940”, l’azione principale del romanzo si estende tra varie località della Francia da giovedì 24 ottobre a giovedì 7 novembre del 1940. Una brevissima parte finale ha luogo invece presso Berlino il giorno successivo, venerdì 8 novembre. Lo si evince chiaramente dalle date poste in esergo ai vari capitoli.

Nell’ambito del ciclo dedicato al personaggio ricorrente di Martin Bora, la storia narrata è precedente rispetto a quella di altri romanzi già pubblicati: cronologicamente, I piccoli fuochi, che riguarda il periodo dell’occupazione nazista della Francia, si colloca dopo Lumen (campagna polacca) e prima de La strada per Itaca (campagna greca).

## Edizioni

### Edizione italiana
- Ben Pastor, “I piccoli fuochi” (The Little Fires), traduzione di Luigi Sanvito, pag. 543, Sellerio ed., 2016 - ISBN 88-389-3573-4

disponibile anche in e-book, versione Kindle